# Czajnik z Utah

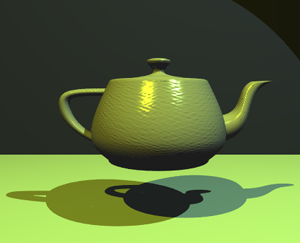
Czajnik z Utah

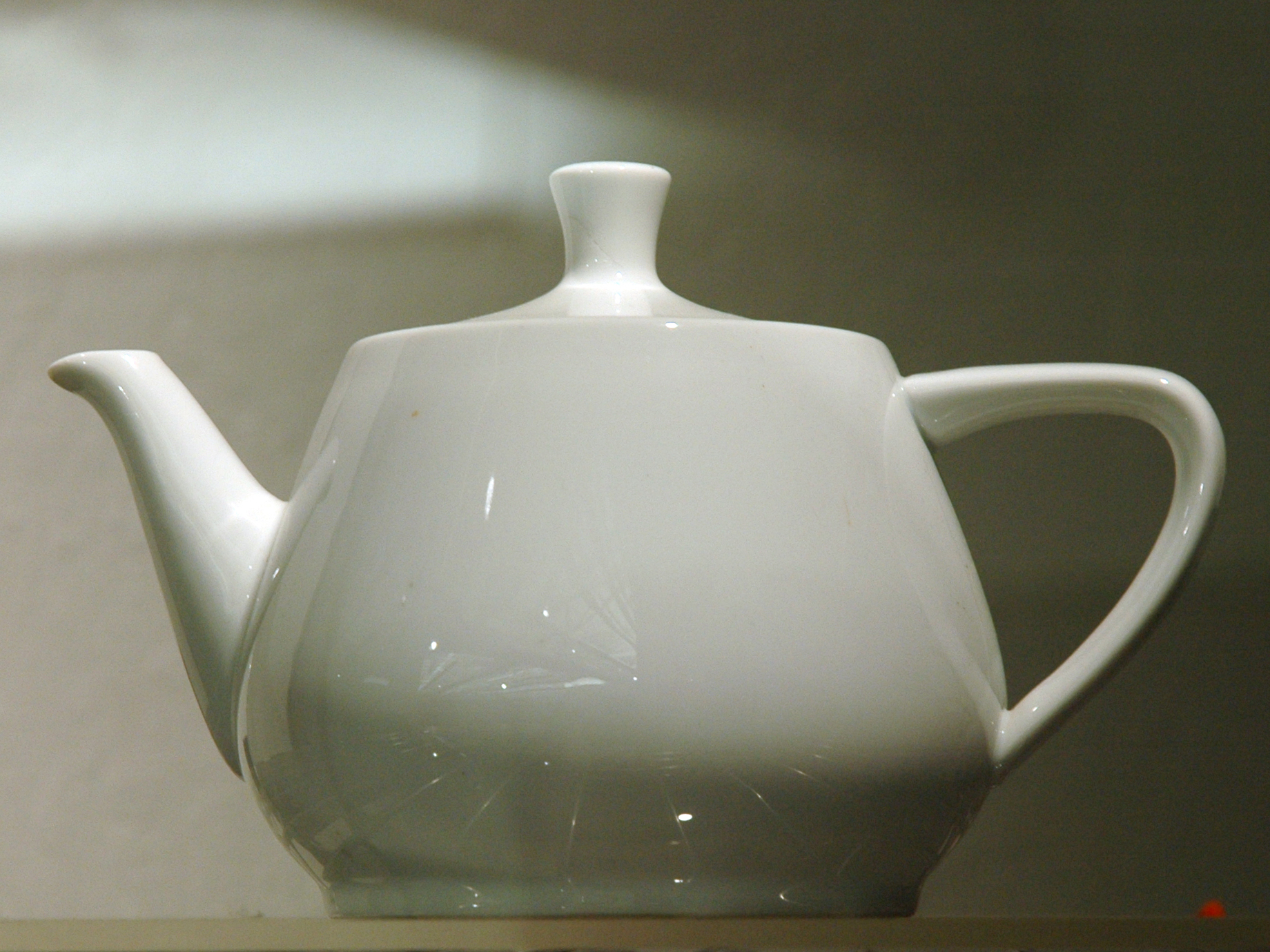
Pierwowzór modelu

Czajnik z Utah (ang. Utah teapot) – jeden z modeli trójwymiarowych, używany jako punkt odniesienia w testach, oraz często występujący w roli żartu w społeczności grafików.
Model czajnika został stworzony w 1975 r. przez informatyka Martina Newella, członka pionierskiej grupy zajmującej się wczesnymi pracami nad grafiką komputerową na Uniwersytecie Utah. Za źródło danych posłużył prawdziwy czajnik firmy Melitta, kupiony przez żonę Newella rok wcześniej - egzemplarz ten jest obecnie elementem stałej ekspozycji w Boston Computer Museum. 
Stosowany dziś model jest zauważalnie niższy od rzeczywistego pierwowzoru, ponieważ system komputerowy wykorzystywany przez Newella miał prostokątne piksele i autor starał się skompensować to przez odpowiednie przeskalowanie danych. Przy późniejszym przenoszeniu modelu na inne komputery zapomniano o przywróceniu prawidłowych proporcji.
Współcześnie czajnik występuje jako wbudowany prymityw w AutoCAD, POV-Ray, OpenGL, Direct3D, 3D Studio Max, Houdini i innych aplikacjach oraz bibliotekach. Jako żart pojawia się w jednym z wygaszaczy w Microsoft Windows, występuje też w filmach animowanych Toy Story, Potwory i spółka, Piękna i Bestia, serialu Simpsonowie oraz wielu grach komputerowych między innymi w Roblox. 